# Jesteś tym, co jesz
Jesteś tym, co jesz (ang. You Are What You Eat) – brytyjski dietetyczny program telewizyjny, prowadzony przez Gillian McKeith. W Wielkiej Brytanii nadawany przez Channel 4, a w Polsce przez BBC Lifestyle, TVP2 i TVP1.